# Carnival of Rust (песня)
«Carnival of Rust» — первый сингл и титульный трек альбома Carnival of Rust финской рок-группы Poets of the Fall. Релиз состоялся 22 марта 2006 года в Финляндии и 1 декабря 2006 года в Германии. Сингл содержит две версии титульного трека и концертный вариант композиции «Don’t Mess With Me» из первого альбома группы Signs of Life, записанный 15 июля 2005 года во время Rockperry Festival в городе Вааса (Финляндия).
Композиция Carnival of Rust имела большой успех и заняла первую позицию в чарте Most Wanted радиостанции Yleisradio, оставаясь в первых строках в течение нескольких месяцев. Сингл занял второе место в официальном чарте финских синглов (Finnish Singles Chart) и в сводном плейлисте продаж и появлений на радио и телевидении (по данным Finnish music book); а также первое место по количеству «радио выходов» в чарте Rumba’s 50 Hits list.

## Список композиций
1. «Carnival of Rust» (radio edit) (03:31)
2. «Carnival of Rust» (04:20)
3. «Don’t Mess With Me» (live) (05:33)

## Позиции в чартах
| Чарт (2006)                           | Наивысшая позиция |
| ------------------------------------- | ----------------- |
| Most Wanted (радиостанция Yleisradio) | 1                 |
| Rumba’s 50 Hits list                  | 1                 |
| Finnish Singles Chart                 | 2                 |

## Видео

### Общая информация
Премьера видео «Carnival of Rust» состоялась 30 марта 2005 года. Впоследствии клип был добавлен в качестве бонуса к альбому Carnival of Rust, а с 8 сентября 2006 стал доступен онлайн. Режиссёр — Туомас Харью, снявший для Poets of the Fall клип на композицию «Lift», на YouTube также доступна HD версия этого видео.

### Награды
| Год  | Награда           | Звание                                           |
| ---- | ----------------- | ------------------------------------------------ |
| 2006 | The Voice         | «Лучшее музыкальное видео 2006»                  |
| 2006 | TV2’s Musiikki-TV | «Лучшее музыкальное видео Финляндии всех времён» |
| 2007 | Muuvi Awards      | Бронзовая награда Muuvi Award                    |
| 2007 | Muuvi Awards      | «Выбор Muuvi»                                    |